# Christian Friedrich Schönbein
Christian Friedrich Schönbein (Metzingen, 18 de outubro de 1799 – Baden-Baden, 29 de agosto de 1868) foi um químico e físico alemão-suiço. Descobriu o ozônio (1839), o princípio da célula de combustível (1838) e a trinitrocelulose (1846).

## Ozônio
Foi enquanto fazia experimentos sobre a eletrólise da água na Universidade de Basel que Schönbein começou a notar um odor característico em seu laboratório. Este cheiro deu a Schönbein a pista para a presença de um novo produto de seus experimentos. Por causa do cheiro pronunciado, Schönbein cunhou o termo "ozônio" para o novo gás, da palavra grega "ozein", que significa "cheirar". Schönbein descreveu suas descobertas em publicações em 1840. Mais tarde, ele descobriu que o cheiro do ozônio era semelhante ao produzido pela oxidação lenta do fósforo branco.
O cheiro de ozônio detectado por Schönbein é o mesmo que ocorre nas proximidades de tempestades com raios, um odor que indica a presença de ozônio na atmosfera.

## Explosivos
Embora sua esposa o tivesse proibido de fazê-lo, Schönbein ocasionalmente fazia experiências em casa na cozinha. Um dia em 1845, quando sua esposa estava ausente, ele derramou uma mistura de ácido nítrico e ácido sulfúrico. Depois de usar o avental de algodão de sua esposa para enxugá-lo, ele pendurou o avental sobre o fogão para secar, apenas para descobrir que o pano se inflamava espontaneamente e queimava tão rapidamente que parecia desaparecer. Schönbein, de fato, havia convertido a celulose do avental, com os grupos nitro (adicionados do ácido nítrico) servindo como fonte interna de oxigênio; quando aquecida, a celulose foi completamente e repentinamente oxidada.
Schönbein reconheceu as possibilidades do novo composto. A pólvora negra comum, que reinava suprema no campo de batalha nos últimos 500 anos, explodiu em fumaça espessa, enegrecendo os artilheiros, sujando canhões e armas pequenas e obscurecendo o campo de batalha. A nitrocelulose foi percebida como um possível "pó sem fumaça" e um propulsor para projéteis de artilharia, por isso recebeu o nome de guncotton.
As tentativas de fabricar algodão para uso militar falharam no início porque as fábricas eram propensas a explodir e, acima de tudo, a velocidade de queima do algodão direto era sempre muito alta. Não foi até 1884 que Paul Vieille domou guncotton em uma pólvora progressiva sem fumaça chamada Poudre B. Mais tarde, em 1891, James Dewar e Frederick Augustus Abel também conseguiram transformar o guncotton gelatinizado em uma mistura segura, chamada cordite porque podia ser extrudada em longos fios finos antes de ser seca.

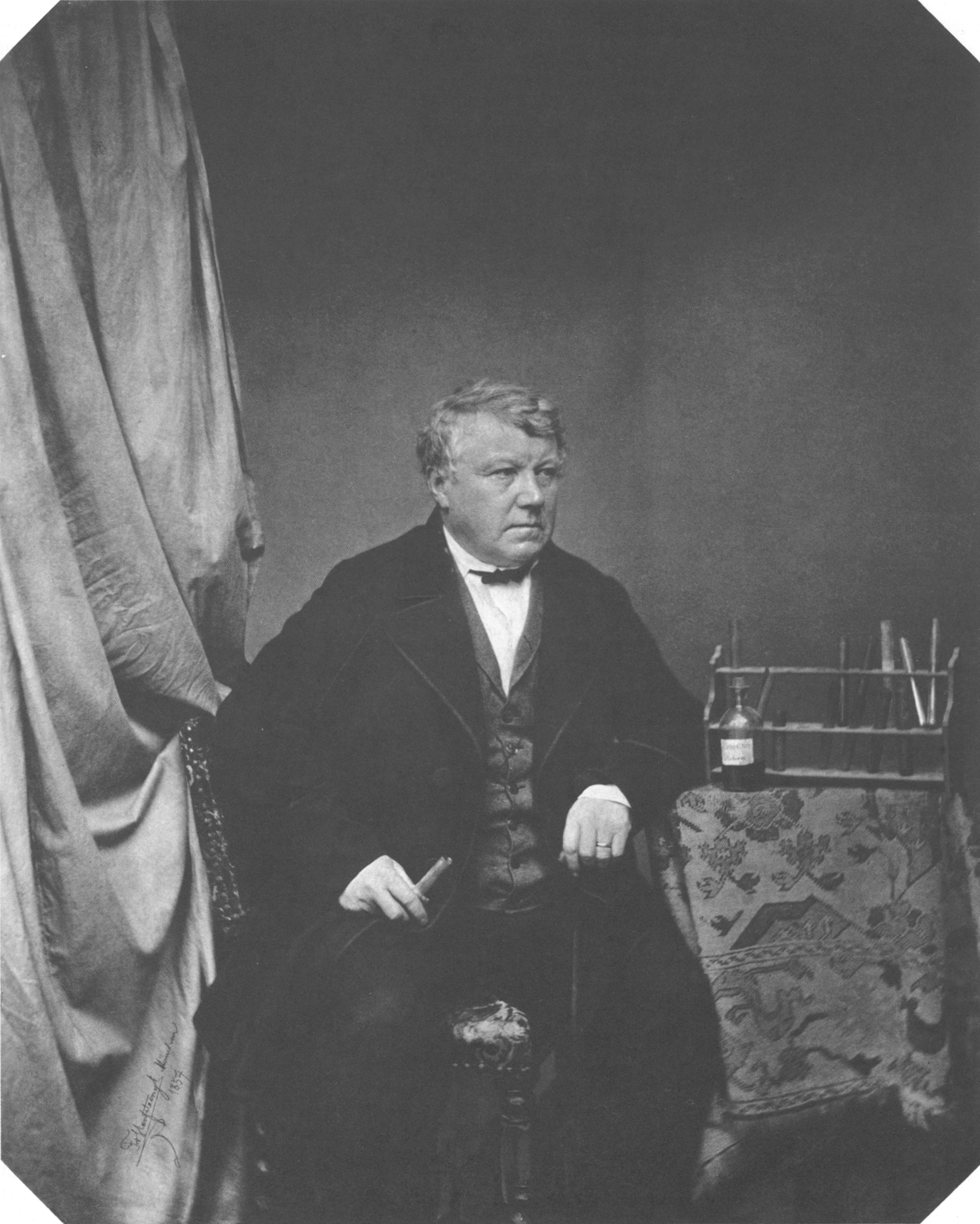
Christian Friedrich Schönbein, 1857

## Obras
- Das Verhaltens des Eisens zum Sauerstoff. 1837.
- Beobachtungen über die electrischen Wirkungen des Zitter-Aales. Basel 1841.
- Mittheilungen aus dem Reisetagebuch eines Naturforschers: England. 1842.
- Über die Häufigkeit der Berührungswirkungen auf dem Gebiet der Chemie. 1843.
- Über die Erzeugung des Ozons auf chemischem Wege. Basel 1844.
- Beiträge zur physikalischen Chemie. 1844.
- Denkschrift über das Ozon. 1849.
- Die Universität von Basel, was sie fordert und was sie leistet … (zusammen mit Johannes Schnell) 1851.
- Über die Bedeutungen und den Endzweck der Naturforschung. 1853.
- Menschen und Dinge. Mittheilungen aus dem Reisetagebuche eines deutschen Naturforschers. Stuttgart 1855.
- Menschen und Dinge in Rußland. Anschauungen und Studien. 1856.
- Über den Zusammenhang der katalytischen Erscheinungen mit der Allotropie. Basel 1856.
- Mittheilungen über metallische Superoxyde. München 1857.
- Beiträge zur nähern Kenntniss des Sauerstoffes. München 1858.
- Ausgewählte Literaturnachweise aus dem Bestand der Akademiebibliothek der Berlin-Brandenburgischen Akademie der Wissenschaften. Berlin 2002. (PDF-Datei; 84 kB)